# Генріх Бюркле де ла Камп
Генріх «Гайнц» Бюркле де ла Камп (нім. Heinrich "Heinz" Bürkle de la Camp; 3 червня 1895, Бонндорф — 2 травня 1974, Балльрехтен-Доттінген) — німецький хірург, генерал-майор медичної служби люфтваффе.

## Біографія
Сині лікаря Йозефа Бюркле. Учасник Першої світової війни, лейтенант 5-го баденського піхотного полку №113. З листопада 1918 по грудень 1921 року вивчав медицину в університетах Фрайбурга і Лейпцига, після чого працював у Фрайбурзькому патологічному інституті. В 1929 році захистив дисертацію на тему «Патологія і хірургія пептичних пошкоджень шлунково-кишкового тракту.» В 1931 році розробив апарат для полегшення переливання крові. З 1933 року — екстраординарний професор хірургії. Згодом став головним лікарем хірургічної клініки і поліклініки «Бергманшайль» в Бохумі, залишався на цій посаді до 1962 року. З грудня 1933 року — екстраординарний професор хірургії травм Медичної академії Дюссельдорфа. 1 травня 1937 року вступив в НСДАП (квиток №5 297 899).
З 16 серпня 1939 року — хірург-консультант люфтваффе у Вестфалії, з травня 1940 року — начальника медичної служби 2-го повітряного флоту Оскара Шредера. Ініціатор медичних конференцій 2-го повітряного флоту в Брюсселі і Амстердамі, розробив методи повітряного транспортування поранених. З грудня 1942 року — хірург-консультант начальника медичної служби на Півдні. З 12 по 27 грудня 1942 року виконував обов'язки начальника медичної служби 5-ї танкової армії. З 24 по 26 травня 1943 року — учасник так званої «3-ї східної конференції спільної робити лікарів-консультантів», яка проходила у Військово-медичній академії в Берліні. З 16 листопада 1943 року — хірург-консультант начальника медичної служби на Південному Заході. З травні-вересні 1945 року — лікар 2-го військового шпиталю (моторизованого) 551 в Мерані.
Після війни зробив заяви на захист Карла Гебгардта і Оскара Шредера. В 1952 році доглядав за важко хворим Альбертом Кессельрінгом, щойно звільненим з в'язниці. З 1954 року — президент Німецької асоціації хірургії і голова Німецької асоціації хірургії травм. З 1963 року — член консультативної ради санітарної служби Федерального міністерства оборони.

## Сім'я
В 1920 році одружився з Одою, дочкою рентгенолога і терапевта Оскара де ла Кампа, і взяв об'єднане прізвище.

## Нагороди
- Залізний хрест 2-го і 1-го класу
- Орден Церінгенського лева, лицарський хрест 2-го класу з мечами
- Почесний хрест ветерана війни з мечами
- Застібка до Залізного хреста 2-го і 1-го класу
- Хрест Воєнних заслуг 2-го і 1-го класу з мечами
- Німецький хрест в золоті (26 жовтня 1944)
- Лицарський хрест Хреста Воєнних заслуг з мечами (1 лютого 1945)
- Орден «За заслуги перед Федеративною Республікою Німеччина», командорський хрест (1950)
- Почесний член Асоціації хірургів Північно-Західної Німеччини

## Вшанування пам'яті
- На честь Бюкле де ла Кампа назвали:
  - медаль бундесверу, яку вручають за медичні заслуги;
  - площу перед клінікою «Бергманшайль» в Бохумі.